# Смирнов, Николай Сергеевич
Никола́й Серге́евич Смирно́в (род. 20 февраля 1949 — 13 сентября 2018 года) — советский футболист, защитник.

## Карьера
Начал играть в группе подготовки при «Шиннике», в котором провёл почти всю карьеру (капитан, 556 матчей, 52 гола в 1967—1970 и 1972—1983 годах). В 1971 году провёл 22 игры и 2 гола за минское «Динамо» в Высшей лиге.
По окончании игровой карьеры был тренером в СДЮСШ «Шинник». В 1987—1989 годах был главным тренером «Сатурна» из Рыбинска.